# Wuppertaler Sport-Verein 2020-2021
Questa voce raccoglie le informazioni riguardanti il Wuppertaler Sport-Verein nelle competizioni ufficiali della stagione 2020-2021.

## Stagione
Nella stagione 2020-2021 il Wuppertal, allenato da Alexander Voigt e Björn Mehnert, concluse il campionato di Regionalliga ovest al 12º posto.

## Rosa
| N. |                               | Ruolo | Calciatore            |
| -- | ----------------------------- | ----- | --------------------- |
| 1  | Germania (bandiera)           | P     | Niklas Lübcke         |
| 4  | Germania (bandiera)           | C     | Daniel Nesseler       |
| 5  | Germania (bandiera)           | D     | Tjorben Uphoff        |
| 6  | Germania (bandiera)           | C     | Joey Müller           |
| 7  | Germania (bandiera)           | C     | Semir Šarić           |
| 8  | Germania (bandiera)           | C     | Daniel Grebe          |
| 9  | Macedonia del Nord (bandiera) | A     | Beyhan Ametov         |
| 10 | Portogallo (bandiera)         | C     | Kevin Pires-Rodrigues |
| 11 | Germania (bandiera)           | A     | Jonas Erwig-Drüppel   |
| 13 | Germania (bandiera)           | A     | Joelle Tomczak        |
| 14 | Uruguay (bandiera)            | A     | Mateo Aramburú        |
| 15 | Germania (bandiera)           | D     | Christopher Schorch   |
| 16 | Germania (bandiera)           | C     | Lars Holtkamp         |
| 17 | Germania (bandiera)           | C     | Niklas Fensky         |
| 19 | Germania (bandiera)           | A     | Furkan Tasdemir       |

| N. |                     | Ruolo | Calciatore                |
| -- | ------------------- | ----- | ------------------------- |
| 21 | Germania (bandiera) | D     | Noah Salau                |
| 22 | Germania (bandiera) | D     | Tolga Cokkosan            |
| 23 | Germania (bandiera) | C     | Ilyas Zhou                |
| 24 | Germania (bandiera) | C     | Isaak Akritidis           |
| 27 | Polonia (bandiera)  | D     | Kevin Pytlik              |
| 28 | Polonia (bandiera)  | P     | Daniel Szczepankiewicz    |
| 28 | Germania (bandiera) | C     | Lars Bender               |
| 30 | Germania (bandiera) | C     | Tim Wendel                |
| 30 | Germania (bandiera) | A     | Kevin Hagemann            |
| 31 | Germania (bandiera) | P     | Sebastian Patzler         |
| 33 | Germania (bandiera) | C     | Yannick Geisler           |
| 40 | Turchia (bandiera)  | P     | Payam Safarpour-Malekabad |
| 48 | Germania (bandiera) | A     | Marco Königs              |
| 53 | Germania (bandiera) | C     | Burak Gençal              |

## Organigramma societario
Area tecnica
- Allenatore: Björn Mehnert
- Allenatore in seconda: Yilmaz Ardic, Samir El Hajjaj
- Preparatore dei portieri: Maurice Gillen
- Preparatori atletici:
- Analisi video:

## Calciomercato

### Sessione estiva
| Acquisti | Acquisti               | Acquisti           | Acquisti |
| R.       | Nome                   | da                 | Modalità |
| -------- | ---------------------- | ------------------ | -------- |
| A        | Marco Königs           | Preußen Münster    |          |
| A        | Jonas Erwig-Drüppel    | Rot-Weiss Essen    |          |
| A        | Furkan Tasdemir        | Wuppertal U19      |          |
| A        | Joelle Tomczak         | Wuppertal U19      |          |
| P        | Daniel Szczepankiewicz | Straelen           |          |
| C        | Tim Wendel             | Sportfreunde Lotte |          |

| Cessioni | Cessioni           | Cessioni                | Cessioni |
| R.       | Nome               | a                       | Modalità |
| -------- | ------------------ | ----------------------- | -------- |
| D        | Lukas Knechtel     | Chemnitz                |          |
| C        | Leonard Bajraktari | SC St. Tönis 11/20      |          |
| C        | Finn Belzer        | Cronenberger SC         |          |
| C        | Ali Ceylan         | Rot-Weiß Coblenza       |          |
| A        | Mohamed El Bakali  | VfB 03 Hilden           |          |
| A        | Mohamed Fatni      | Germania Ratingen 04/19 |          |
| D        | Thomas Gilej       | Cronenberger SC         |          |
| P        | Florian Kraft      | SV Schermbeck           |          |
| D        | Tom Meurer         | Wegberg-Beeck           |          |
| D        | Nick Osygus        | Cronenberger SC         |          |
| A        | Luka Sola          | Cronenberger SC         |          |

### Sessione invernale
| Acquisti | Acquisti            | Acquisti         | Acquisti |
| R.       | Nome                | da               | Modalità |
| -------- | ------------------- | ---------------- | -------- |
| A        | Mateo Aramburú      | TOP Oss          |          |
| A        | Kevin Hagemann      | F. Düsseldorf II |          |
| C        | Lars Bender         | Fortuna Colonia  |          |
| D        | Christopher Schorch | Saarbrücken      |          |
| C        | Burak Gençal        | Bonner           |          |
| D        | Moritz Römling      | Bochum           |          |
| C        | Lars Holtkamp       | Bochum           |          |

| Cessioni | Cessioni           | Cessioni             | Cessioni |
| R.       | Nome               | a                    | Modalità |
| -------- | ------------------ | -------------------- | -------- |
| A        | Marwin Studtrucker | Alemannia Aquisgrana |          |
| A        | Gianluca Marzullo  | LR Ahlen             |          |
| C        | Viktor Maier       | Lippstadt 08         |          |
| A        | Mike Osenberg      | TVD Velbert          |          |

## Risultati

### Regionalliga ovest

#### Girone di andata
| Arbitro: | Marx |

|            |           |  |
| Ametov 70’ | Marcatori |  |

| Arbitro: | Kampka |

|                      |           |                              |
| Sansar 7’ Kaiser 72’ | Marcatori | 23’ Marzullo 50’ Studtrucker |

| Arbitro: | Severins |

|  |           |                                             |
|  | Marcatori | 5’ (rig.) Hagemann 20’ Tomiak 59’ Bornemann |

| Arbitro: | Koj |

|                                 |           |                       |
| Löhden 45’ Salman 70’ Owusu 75’ | Marcatori | 13’ Königs 71’ Ametov |

| Arbitro: | Wollenweber |

|            |           |             |
| Königs 22’ | Marcatori | 89’ Remberg |

| Arbitro: | Holz |

|                                                   |           |              |
| Kraus 27’ Quizera 38’ Lockl 41’ Italiano 64’, 77’ | Marcatori | 56’ Marzullo |

| Arbitro: | Engelmann |

|                                   |           |  |
| Königs 39’ Šarić 72’ Marzullo 90’ | Marcatori |  |

| Arbitro: | Fuchs |

|              |           |                              |
| Hanraths 60’ | Marcatori | 31’ Marzullo 82’ Studtrucker |

| Wuppertal 17 ottobre 2020, ore 14:00 CEST 9ª giornata | Wuppertal | 0 – 0 referto | Rödinghausen | Stadion am Zoo (0 spett.)\| Arbitro: \| Aarts \| |
| Arbitro:                                              | Aarts     |               |              |                                                  |

| Arbitro: | Ernst |

|           |           |  |
| Koruk 84’ | Marcatori |  |

| Arbitro: | Exuzidis |

|  |           |                                |
|  | Marcatori | 1’ Mizuta 65’ Kader 90’ Kübler |

| Arbitro: | Scheer |

|                    |           |           |
| Yeşil 5’ Lorch 74’ | Marcatori | 7’ Königs |

| Arbitro: | Gottschalk |

|                                       |           |            |
| Hasani 22’ Szczepankiewicz 44’ (aut.) | Marcatori | 60’ Ametov |

| Arbitro: | Gottschalk |

|                           |           |  |
| Pires-Rodrigues 9’ (rig.) | Marcatori |  |

| Arbitro: | Holz |

|             |           |  |
| Ghawilu 46’ | Marcatori |  |

| Arbitro: | Delfs |

|                         |           |  |
| Marzullo 23’ Ametov 39’ | Marcatori |  |

| Arbitro: | Habibi |

|                                                    |           |           |
| Engelmann 10’, 23’, 67’, 82’ Grote 52’ Platzek 90’ | Marcatori | 5’ Ametov |

| Arbitro: | Lautz |

|  |           |            |
|  | Marcatori | 14’ Kaptan |

| Arbitro: | Schäfer |

|                                             |           |                                  |
| Somuah 15’ Gençal 24’ Schumacher 73’ (rig.) | Marcatori | 55’ Königs 65’ Ametov 77’ Wendel |

| 12 dicembre 2020 20ª giornata |  | – turno di riposo |  |  |

| Arbitro: | Holz |

|                                 |           |  |
| Tigges 23’ Ercan 71’ Knauff 88’ | Marcatori |  |

#### Girone di ritorno
| Arbitro: | Arlt |

|  |           |            |
|  | Marcatori | 84’ Gençal |

| Arbitro: | Ulankiewicz |

|                                                  |           |            |
| Bender 26’ Gençal 87’ Pires-Rodrigues 90’ (rig.) | Marcatori | 75’ Kaiser |

| Arbitro: | Goldmann |

|                                                     |           |                                         |
| Lovren 19’ Meuer 25’ (rig.) Oberdorf 29’ Köther 53’ | Marcatori | 47’ (rig.) Pires-Rodrigues 87’ Aramburú |

| Arbitro: | Schuh |

|                      |           |  |
| Königs 45’ Šarić 75’ | Marcatori |  |

| Arbitro: | Gansloweit |

|                                 |           |  |
| Wegkamp 17’ (rig.) Langlitz 54’ | Marcatori |  |

| Arbitro: | Koj |

|  |           |             |
|  | Marcatori | 88’ Quizera |

| Arbitro: | Severins |

|                                          |           |  |
| Winter 39’ Patzler 77’ (aut.) Terada 86’ | Marcatori |  |

| Arbitro: | Bramkamp |

|                         |           |  |
| Aramburú 30’ Müller 53’ | Marcatori |  |

| Arbitro: | Aarts |

|             |           |           |
| Ibrahim 90’ | Marcatori | 59’ Šarić |

| Arbitro: | Holz |

|                        |           |  |
| Šarić 69’ Hagemann 90’ | Marcatori |  |

| Arbitro: | Exuzidis |

|                       |           |                      |
| Mizuta 47’ Fakhro 82’ | Marcatori | 31’ Ametov 45’ Šarić |

| Arbitro: | Ernst |

|                       |           |           |
| Königs 48’ Müller 55’ | Marcatori | 21’ Rankl |

| Arbitro: | Fuchs |

|                                            |           |  |
| Bender 23’ Ametov 45’ Šarić 78’ Gençal 89’ | Marcatori |  |

| Arbitro: | Lautz |

|  |           |                                         |
|  | Marcatori | 11’ (rig.) Pires-Rodrigues 90’ Aramburú |

| Arbitro: | Habibi |

|                         |           |  |
| Aramburú 25’ Königs 85’ | Marcatori |  |

| Arbitro: | Engelmann |

|           |           |  |
| Menke 13’ | Marcatori |  |

| Arbitro: | Visse |

|             |           |                        |
| Römling 90’ | Marcatori | 20’ Heber 88’ Lewerenz |

| Arbitro: | Tietze |

|                                |           |                                                   |
| Szeleschus 48’, 53’ Tabaku 88’ | Marcatori | 27’, 63’ Königs 57’ Šarić 80’ Aramburú 90’ Ametov |

| Arbitro: | Erk |

|                                                       |           |                         |
| Hagemann 6’ (rig.) Aramburú 26’ Gençal 70’ Ametov 89’ | Marcatori | 32’ Somuah 65’ González |

| 29 maggio 2021 41ª giornata |  | – turno di riposo |  |  |

| Arbitro: | Lautz |

|              |           |                       |
| Hagemann 34’ | Marcatori | 47’ Tigges 89’ Knauff |

## Statistiche

### Statistiche di squadra
| Competizione | Punti | In casa | In casa | In casa | In casa | In casa | In casa | In trasferta | In trasferta | In trasferta | In trasferta | In trasferta | In trasferta | Totale | Totale | Totale | Totale | Totale | Totale | DR |
| Competizione | Punti | G       | V       | N       | P       | Gf      | Gs      | G            | V            | N            | P            | Gf           | Gs           | G      | V      | N      | P      | Gf     | Gs     | DR |
| ------------ | ----- | ------- | ------- | ------- | ------- | ------- | ------- | ------------ | ------------ | ------------ | ------------ | ------------ | ------------ | ------ | ------ | ------ | ------ | ------ | ------ | -- |
| Regionalliga | 54    | 20      | 12      | 2       | 6       | 31      | 17      | 20           | 4            | 4            | 12           | 26           | 45           | 40     | 16     | 6      | 18     | 57     | 62     | -5 |
| Totale       | 54    | 20      | 12      | 2       | 6       | 31      | 17      | 20           | 4            | 4            | 12           | 26           | 45           | 40     | 16     | 6      | 18     | 57     | 62     | -5 |

### Andamento in campionato
| Giornata  | 1 | 2 | 3  | 4  | 5  | 6  | 7  | 8 | 9  | 10 | 11 | 12 | 13 | 14 | 15 | 16 | 17 | 18 | 19 | 20 | 21 | 22 | 23 | 24 | 25 | 26 | 27 | 28 | 29 | 30 | 31 | 32 | 33 | 34 | 35 | 36 | 37 | 38 | 39 | 40 | 41 | 42 |
| --------- | - | - | -- | -- | -- | -- | -- | - | -- | -- | -- | -- | -- | -- | -- | -- | -- | -- | -- | -- | -- | -- | -- | -- | -- | -- | -- | -- | -- | -- | -- | -- | -- | -- | -- | -- | -- | -- | -- | -- | -- | -- |
| Luogo     | C | T | C  | T  | C  | T  | C  | T | C  | T  | C  | T  | T  | C  | T  | C  | T  | C  | T  |    | T  | T  | C  | T  | C  | T  | C  | T  | C  | T  | C  | T  | C  | C  | T  | C  | T  | C  | T  | C  |    | C  |
| Risultato | V | N | P  | P  | N  | P  | V  | V | N  | P  | P  | P  | P  | V  | P  | V  | P  | P  | N  |    | P  | V  | V  | P  | V  | P  | P  | P  | V  | N  | V  | N  | V  | V  | V  | V  | P  | P  | V  | V  |    | P  |
| Posizione | 4 | 7 | 12 | 14 | 12 | 13 | 11 | 9 | 10 | 12 | 13 | 15 | 16 | 13 | 15 | 13 | 13 | 15 | 15 | 15 | 16 | 15 | 14 | 16 | 14 | 14 | 14 | 14 | 14 | 14 | 14 | 14 | 13 | 13 | 10 | 9  | 11 | 12 | 11 | 11 | 12 | 12 |

Legenda:

Luogo: C = Casa; T = Trasferta. Risultato: V = Vittoria; N = Pareggio; P = Sconfitta.

### Statistiche dei giocatori
| I. Akritidis           | 18 | 0  | 0 | 0 |
| B. Ametov              | 34 | 10 | 4 | 0 |
| M. Aramburú            | 18 | 6  | 3 | 0 |
| L. Bender              | 17 | 2  | 3 | 0 |
| T. Cokkosan            | 13 | 0  | 6 | 0 |
| J. Erwig-Drüppel       | 27 | 0  | 3 | 0 |
| N. Fensky              | 0  | 0  | 0 | 0 |
| Y. Geisler             | 8  | 0  | 3 | 1 |
| B. Gençal              | 13 | 4  | 1 | 0 |
| D. Grebe               | 27 | 0  | 6 | 0 |
| K. Hagemann            | 15 | 3  | 2 | 0 |
| L. Holtkamp            | 8  | 0  | 3 | 0 |
| M. Königs              | 35 | 10 | 2 | 1 |
| N. Lübcke              | 12 | 0  | 1 | 0 |
| V. Maier               | 6  | 0  | 0 | 0 |
| G. Marzullo            | 19 | 5  | 3 | 0 |
| J. Müller              | 33 | 2  | 5 | 1 |
| D. Nesseler            | 13 | 0  | 1 | 0 |
| M. Osenberg            | 4  | 0  | 0 | 0 |
| S. Patzler             | 21 | 0  | 0 | 0 |
| K. Pires-Rodrigues     | 33 | 4  | 8 | 0 |
| K. Pytlik              | 25 | 0  | 7 | 2 |
| M. Römling             | 18 | 1  | 5 | 0 |
| P. Safarpour-Malekabad | 0  | 0  | 0 | 0 |
| N. Salau               | 36 | 0  | 5 | 0 |
| C. Schorch             | 9  | 0  | 1 | 0 |
| M. Studtrucker         | 18 | 2  | 1 | 0 |
| D. Szczepankiewicz     | 7  | 0  | 0 | 0 |
| F. Tasdemir            | 8  | 0  | 2 | 0 |
| J. Tomczak             | 16 | 0  | 0 | 0 |
| T. Uphoff              | 34 | 0  | 7 | 0 |
| T. Wendel              | 9  | 1  | 5 | 0 |
| I. Zhou                | 1  | 0  | 0 | 0 |
| S. Šarić               | 38 | 7  | 6 | 0 |